# Hattrick

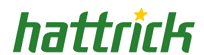
A Hattrick logója

A Hattrick ingyenes futballmenedzser-játék az interneten, ami körülbelül 990 ezer felhasználóval rendelkezik szerte a világon.

## Leírása
Minden országnak külön bajnoksága, és felnőtt, illetve U20-as válogatottja van. A bajnokság osztályokra, azon belül csoportokra oszlik. Magyarországon 6 osztály van, körülbelül 6 000 felhasználóval. Aki a saját (8 csapatos) csoportját megnyeri, az egyenes ágon vagy osztályozó mérkőzéssel magasabb osztályba juthat. Egy szezon 16 hétig tart: ebből 14-en bajnoki, a maradék kettőn osztályozók, illetve barátságos mérkőzések vannak. Egy héten 2 meccsre kerül sor: a bajnokira szombaton, a barátságos vagy kupameccsre pedig szerdán; ezenfelül Hattrick Masters-, illetve válogatott mérkőzéseket is játszanak.
A regisztráció után a felhasználó pár napon belül kap egy csapatot, játékosokkal és némi kezdőtőkével együtt. Ezután lehet játékosokat adni-venni és a játékosok edzésébe fogni. A meccsekre a csapat beállításánál meg kell adni, hogy milyen poszton ki játszik, utasításokat lehet adni nekik, és be lehet állítani a csapat taktikáját és a meccs alatti hozzáállását is. Ezen kívül szakmai stábot: segédedzőket, orvost, sportpszichológust stb. is fel lehet venni. Lehetőség van az ificsapat támogatására és a stadionbővítésre. Az úgynevezett „lottós” ificsapat mellett az ifiakadémia is alternatíva. Ezzel sokkal többet kell foglalkozni, de a ráfordított idő előbb-utóbb megtérül.
A Hattrick a Hattrick Ltd. tulajdonában és üzemeltetésében áll, amelyet Johan Gustafson vezet. A Hattricket az Extralives AB fejleszti, amely Svédországban van bejelentve, de a szervergépek Svájcban találhatók. A Hattrick Ltd. gibraltári illetőségű.

## Történelem
A Hattrick 1997-ben Svédországból indult világhódító útjára; készítője Björn Holmér.
2012-ben megvásárolta az angliai Zattika játékfejlesztő cég, több más online játékkal egyetemben.

## Felhasználók
A Hattricknek jelenleg nagyjából 260 000 regisztrált felhasználója van, és 50 nyelven érhető el. Ma már 128 országnak van külön ligája. A legtöbben, több mint 26 000-en Olaszországban játszanak. Ez azt jelenti, hogy a Hattrick-felhasználók 10%-a jelenleg olasz, és ezzel természetesen az olasz liga a legnagyobb. A második Németország (21 000 fővel), Lengyelország pedig a harmadik (20 000 fővel).

## Közösség

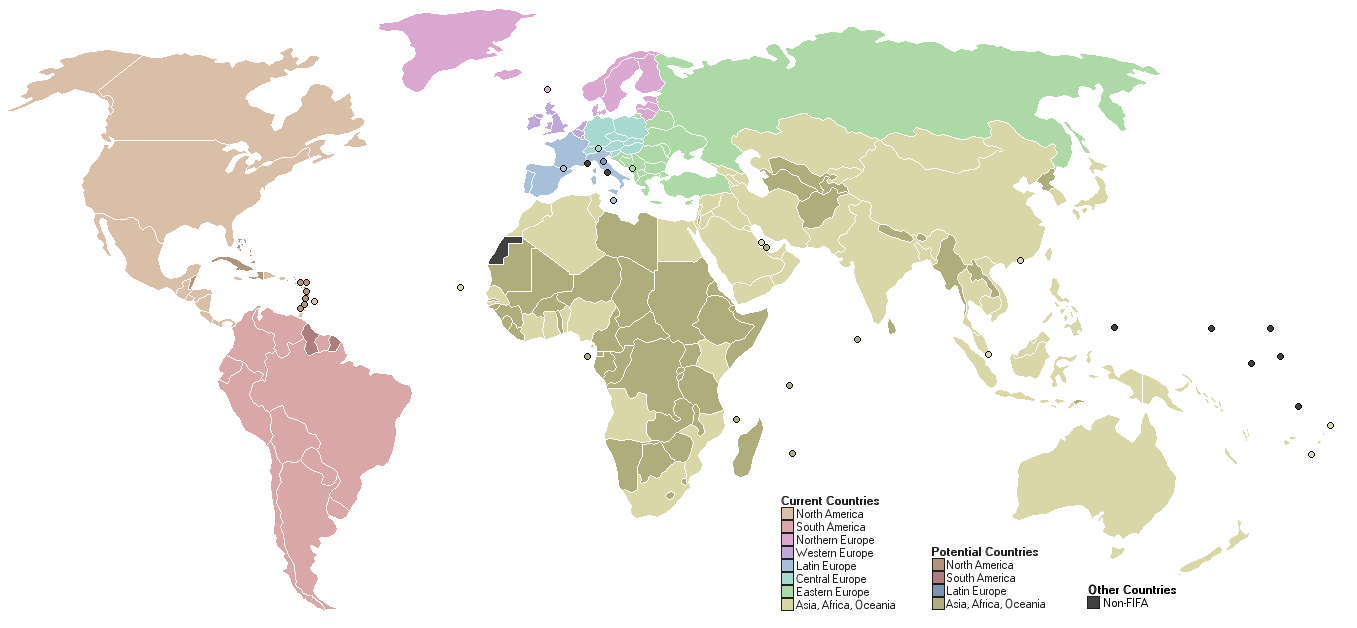
A Hattrick közösség

A Hattrick nagyon fontos része a közösség. A játékosok a mérkőzések eseményeit vagy tulajdonképpen akármit megbeszélhetnek a fórumokon vagy privát üzenetben (HT-mailben). A föderációk olyan privát szervezetek a Hattricken belül, amelyhez Hattrick Támogatóként csatlakozhatsz. Számos föderáció egy-egy adott régióhoz, hobbihoz, híres focicsapathoz vagy Hattrickes tevékenységhez kapcsolódik. A Hattrick Pressbe a felhasználók a Hattrickkel kapcsolatos témákról, hírekről írhatnak cikkeket, amiket aztán a megjelenés után bárki elolvashat.
A lelkes felhasználóknak köszönhetően rengeteg segédprogram készült már a játékhoz, amelyek megkönnyítik a csapat legjobb felállásának elkészítését, összehasonlítják a játékosokat, és még sok egyéb dolgot automatikusan elvégeznek. Világszerte több száz oldal foglalkozik csak ezzel a játékkal, amelyek különböző módon nyújtanak segítséget a felhasználóknak. A Hattrick-közösség tagjai a saját virtuális csapataik weboldalát is elkészíthetik, vagy a többiekét böngészhetik.

## Ligák felépítése
| Position | Division I Eredmény                  | Div. II, III, IV, V                   | Div. VI                               | Div. VII és alatta (páratlan)        | Div. VIII és alatta (páros)          |
| -------- | ------------------------------------ | ------------------------------------- | ------------------------------------- | ------------------------------------ | ------------------------------------ |
| 1.       | Nemzeti Bajnok                       | Automatikus előrelépés vagy selejtező | Automatikus előrelépés vagy selejtező | Automatikus előrelépés               |                                      |
| 2.       |                                      |                                       |                                       | Automatikus előrelépés               |                                      |
| 3.       | A csapatok saját ligájukban maradnak | A csapatok saját ligájukban maradnak  | A csapatok saját ligájukban maradnak  | A csapatok saját ligájukban maradnak | A csapatok saját ligájukban maradnak |
| 4.       | A csapatok saját ligájukban maradnak | A csapatok saját ligájukban maradnak  | A csapatok saját ligájukban maradnak  | A csapatok saját ligájukban maradnak | A csapatok saját ligájukban maradnak |
| 5.       | Osztályozós selejtezők               | Osztályozós selejtezők                |                                       |                                      |                                      |
| 6.       | Osztályozós selejtezők               | Osztályozós selejtezők                |                                       |                                      |                                      |
| 7.       | Automatikus osztályozó               | Automatikus osztályozó                | Automatikus osztályozó                | Automatikus osztályozó               | Automatikus osztályozó               |
| 8.       | Automatikus osztályozó               | Automatikus osztályozó                | Automatikus osztályozó                | Automatikus osztályozó               | Automatikus osztályozó               |

1. 1 2  Tartalmazza az ország legalacsonyabb bajnokságát

## Válogatottak
Minden országnak van felnőtt és U20-as válogatottja. Ezek világbajnokságokon vesznek részt, illetve barátságos mérkőzéseket játszhatnak egymással. A válogatottakat egy, a választási kampányt követően az adott ország felhasználói által megszavazott szövetségi kapitány irányítja, akit egy felhasználók által alkotott stáb segít. Az első válogatott meccset 1997-ben Svédország és Dánia játszotta, és a dánok 2–1-re nyertek. (A Hattrickben az országok a saját nyelvükön az országukat jelölő néven szerepelnek, Japán például Nipponként.)

A világbajnokság küzdelmei két szezonon keresztül tartanak, az első etapban a csoportmeccseket játsszák le a nemzeti csapatok. Az 1. kör csoportmeccsei esetén hazai és idegenbeli mérkőzések várnak a csapatokra, oda-visszavágós rendszerben. Ezek a meccsek péntekenként kerülnek megrendezésre. A csoportok száma 16, és minden csoportból az 1. és 2. helyezett csapat jut tovább a 32 csapatos 2. körbe. A 32-es mezőny már a vendéglátó országba utazik és szintén csoport mérkőzéseket játszik péntek-hétfő-péntek mérkőzés napokon. A következő körben már csak 16, utána 8 csapat folytatja a küzdelmeket. A 2 darab 4 csapatos csoport 1. és 2. helyezettje játssza az Elődöntőket, ezen mérkőzések győztesei pedig a világbajnoki serleg megszerzéséért mérkőzik. Mindkét vesztes Elődöntős megkapja a bronzérmet.

### Felnőtt világbajnokságok
| #      | Helyszín                | A vb vége            | Győztes       |
| ------ | ----------------------- | -------------------- | ------------- |
| I.     | Japán/ Dél-Korea        | 2002. április 28.    | Svédország    |
| II.    | Argentína               | 2002. december 8.    | Svédország    |
| III.   | Hollandia               | 2003. július 20.     | Svédország    |
| IV.    | USA                     | 2004. február 29.    | Norvégia      |
| V.     | Spanyolország           | 2004. október 10.    | Svédország    |
| VI.    | Brazília                | 2005. május 22.      | Svédország    |
| VII.   | Kína                    | 2006. január 1.      | Svédország    |
| VIII.  | Németország             | 2006. augusztus 13.  | Németország   |
| IX.    | Oroszország             | 2007. március 25.    | Észtország    |
| X.     | Portugália              | 2007. november 4.    | Portugália    |
| XI.    | Belgium                 | 2008. június 15.     | Csehország    |
| XII.   | Kolumbia                | 2009. január 23.     | Oroszország   |
| XIII.  | Görögország             | 2009. szeptember 6.  | Németország   |
| XIV.   | Thaiföld                | 2010. április 18.    | Görögország   |
| XV.    | Dél-afrikai Köztársaság | 2010. november 28.   | Norvégia      |
| XVI.   | India                   | 2011. július 7.      | Dánia         |
| XVII.  | Trinidad és Tobago      | 2012. február 19.    | Chile         |
| XVIII. | Izrael                  | 2012. szeptember 30. | Lengyelország |
| XIX.   | Montenegró              | 2013. május 12.      | Bulgária      |

 a wiki.hattrick névtérben
itt ellenőrizhető a beírt infó: 

### U20-as világbajnokságok
| #      | Helyszín            | A vb vége            | Győztes     |
| ------ | ------------------- | -------------------- | ----------- |
| I.     | Németország         | 2002. augusztus 18.  | Svédország  |
| II.    | Óceánia             | 2003. március 30.    | Svédország  |
| III.   | Románia             | 2003. november 9.    | Románia     |
| IV.    | Egyiptom            | 2004. június 20.     | Norvégia    |
| V.     | Chile               | 2005. január 30.     | Románia     |
| VI.    | Olaszország         | 2005. szeptember 11. | Észtország  |
| VII.   | Mexikó              | 2006. április 23.    | Norvégia    |
| VIII.  | Izrael              | 2006. december 3.    | Svédország  |
| IX.    | Malajzia            | 2007. július 15.     | Németország |
| X.     | Peru                | 2008. február 24.    | Észtország  |
| XI.    | Finnország          | 2008. október 5.     | Románia     |
| XII.   | Kenya               | 2009. május 17.      | Olaszország |
| XIII.  | Kanada              | 2009. december 27.   | Németország |
| XIV.   | Irán                | 2010. augusztus 8.   | Németország |
| XV.    | Bosznia-Hercegovina | 2011. március 20.    | Belgium     |
| XVI.   | Lengyelország       | 2011. október 30.    | Olaszország |
| XVII.  | Panama              | 2012. június 10.     | Németország |
| XVIII. | Finnország          | 2013. január 20.     | Hollandia   |

## Nemzetközi Hattrick-bajnokok
| Név              | Világbajnokság | U20-as világbajnokság | Hattrick Masters |
| Németország      | 2              | 6                     |                  |
| Belgium          |                | 1                     | 1                |
| Bulgária         | 1              |                       | 1                |
| Chile            | 1              |                       |                  |
| Dánia            | 1              |                       |                  |
| Észtország       | 1              | 2                     | 1                |
| Finnország       |                | 1                     | 2                |
| Franciaország    |                |                       | 1                |
| Görögország      | 1              |                       | 1                |
| Olaszország      |                | 2                     | 2                |
| Guatemala        |                |                       | 1                |
| Hongkong         |                |                       | 1                |
| Magyarország     |                |                       | 1                |
| Anglia           |                |                       | 1                |
| Izrael           |                |                       | 1                |
| Norvégia         | 2              | 2                     | 1                |
| Hollandia        |                | 1                     |                  |
| Lengyelország    | 1              |                       | 2                |
| Portugália       | 1              |                       |                  |
| Cseh Köztársaság | 1              |                       | 1                |
| Románia          |                | 3                     | 3                |
| Oroszország      | 1              |                       |                  |
| Svédország       | 6              | 3                     | 1                |
| Svájc            |                |                       | 1                |
| Venezuela        |                |                       | 2                |
| ---------------- | -------------- | --------------------- | ---------------- |

## Hattrick Masters
A Hattrick 'Bajnokok Ligája' a Hattrick Masters. Ez az egyetlen hivatalos nemzetközi kupasorozat a csapatok részére. Országonként két klub indulhat: az első osztály bajnoka és a kupagyőztes. Ha e két sorozatot ugyanaz a csapat nyeri meg, csak ő vehet részt az egyenes kieséses rendszerben zajló kupán (ahol a továbbjutás egy meccsen dől el). Immáron kettő olyan csapat létezik, amely már két alkalommal is megnyerte a Hattrick Masterst a venezuelai beltxis és a román "Craiova Champion". A magyar csapatok eddigi legjobb eredményét az Erdo érte el: a XII. kiírásban megnyerte a sorozatot! A HM a szezon negyedik bajnokija utáni hétfőn kezdődik, a meccsek hétfőnként és csütörtökönként vannak.

### Győztesek
| #      | Ország        | Csapat              |
| ------ | ------------- | ------------------- |
| I.     | Franciaország | FC Barentin         |
| II.    | Észtország    | The Insane          |
| III.   | Guatemala     | Alberto Garcia      |
| IV.    | Izrael        | Hapoel Nahariya     |
| V.     | Csehország    | AC Ziky team        |
| VI.    | Venezuela     | beltxis             |
| VII.   | Lengyelország | Romasz              |
| VIII.  | Svédország    | Zeta                |
| IX.    | Románia       | Super_Stars         |
| X.     | Venezuela     | beltxis             |
| XI.    | Anglia        | Hackers United      |
| XII.   | Magyarország  | Erdo                |
| XIII.  | Románia       | Craiova Champions   |
| XIV.   | Belgium       | Fc Holcim           |
| XV.    | Olaszország   | Orda Balorda Urbino |
| XVI.   | Románia       | Craiova Champions   |
| XVII.  | Svájc         | FC Wiehlmys         |
| XVIII. | Finnország    | FC Canniballz       |
| XIX.   | Lengyelország | Drakonians CF       |
| XX.    | Hongkong      | bellamy_bff         |
| XXI.   | Görögország   | DEOPS               |
| XXII.  | Bulgária      | Big Battle Axe      |
| XXIII. | Olaszország   | Oppostafazione      |
| XXIV.  | Finnország    | Cito Palyo          |